# Caspar Otto von Glasenapp (Generalmajor)
Caspar Otto von Glasenapp (* 19. Februar 1669 in Balfanz; † vor 1746) war ein sächsisch-polnischer Generalmajor.

## Leben

### Herkunft und Familie
Caspar Otto war Angehöriger des pommerschen schlossgesessenen Adelsgeschlechts von Glasenapp. Seine Eltern waren der brandenburg-preußische Rat, Landrat, Hauptmann und Burgrichter zu Belgard Otto Casimir von Glasenapp (1642–1710) und Anna, geb. von Podewils (1645–1684).
Er vermählte sich um 1701 mit Therese von Altenbockum, einer Schwester von Katharina von Altenbockum (1680–1743). Bereits 1710 war diese Ehe geschieden. Aus einer zweiten Ehe sind Kinder hervorgegangen, jedoch sind keine Namen bekannt.

### Werdegang
Glasenapp wurde 1687 an der Viadrina in Frankfurt an der Oder immatrikuliert. Er trat bald in sächsischen Dienste, war 1697 Generaladjutant und diente lange bei der Kavallerie. 1707 stieg er zum Oberst auf und wurde Brigadier. Bei der Kavalier-Garde wurde er seit 1709 als Cornet und Ritter des Johanniterordens genannt. Mit dem sächsischen Kontingent marschierte er 1709 nach Polen. 1714 avancierte er zum Generalmajor von der Kavallerie und wurde als solcher bis 1741 genannt. Im Jahr 1746 war er verstorben.